# Claudio Caniggia
Claudio Paul Caniggia (Henderson, 9 januari 1967) is een voormalig Argentijnse profvoetballer. Caniggia kwam voor zijn land uit op drie verschillende WK's en speelde in zijn carrière zowel voor River Plate als voor Boca Juniors.

## Clubcarrière
Caniggia begon zijn loopbaan in 1985 bij River Plate, waar hij de eerste jaren van zijn professionele loopbaan zou doorbrengen. Vervolgens begon hij aan een tocht langs verschillende clubs waar hij een of meer seizoenen zou spelen. Via clubs in Italië en Portugal keerde hij weer terug naar Argentinië om voor de aartsrivaal van River Plate, Boca Juniors te gaan voetballen. Na drie seizoenen bij Boca Juniors keerde hij weer terug naar Italië, om vervolgens via Schotland uit te komen in Qatar, waar hij zijn loopbaan afsloot.
Caniggia raakte in het voorjaar 1993 in opspraak, toen hij als speler van AS Roma betrapt werd op het gebruik van cocaïne, twee dagen voor een competitiewedstrijd. Hij werd voor dertien maanden geschorst. Zijn werkgever kreeg een boete van 100 miljoen lire, omgerekend 64.500 dollar. Zijn schorsing liep tot 8 mei 1994.

## Interlandcarrière
In 1985 werd Caniggia voor het eerst geselecteerd voor het Argentijnse nationale elftal, waar hij in totaal 50 wedstrijden voor zou spelen. Hij maakte zijn debuut op 10 juni 1987 in de vriendschappelijke wedstrijd tegen Italië, die de Argentijnen met 3-1 verloren.
Caniggia maakte de meeste faam in het begin van de negentiger jaren. Bij het WK 1990 haalde hij met Argentinië de finale, onder meer doordat hij in de achtste finale tegen Brazilië het enige doelpunt maakte. In de halve finale tegen Italië scoorde Caniggia opnieuw, het eerste tegendoelpunt voor de Italiaanse keeper Walter Zenga in 517 minuten. Door een schorsing moest Caniggia tijdens de finale vanaf de zijlijn toekijken.
Bij het WK 1994 maakte Caniggia ook twee doelpunten, beide in de openingswedstrijd tegen Nigeria. Zijn eerste treffer in die wedstrijd, gespeeld op 25 juni, betekende de 1500ste goal in de geschiedenis van het WK voetbal. Het jubileumdoelpunt viel in de 22ste minuut en betekende de 1-1.
Op weg naar het WK van 1998 zei bondscoach Daniel Passarella dat de spelers hun lange haar eraf moesten halen. Zo dacht hij meer eenheid binnen de selectie te creëren. Caniggia weigerde dit en miste zodoende het WK.
Na een aantal jaren van afwezigheid werd hij door de inmiddels nieuwe bondscoach Marcelo Bielsa voor het WK 2002 opnieuw opgenomen in de nationale selectie. Hij kwam echter niet in actie, maar kreeg wel een rode kaart wegens het beledigen van scheidsrechter Ali Bujsaim in de wedstrijd tegen Zweden (1-1).
| Interlands van Claudio Caniggia voor Argentinië | Interlands van Claudio Caniggia voor Argentinië | Interlands van Claudio Caniggia voor Argentinië | Interlands van Claudio Caniggia voor Argentinië | Interlands van Claudio Caniggia voor Argentinië | Interlands van Claudio Caniggia voor Argentinië |
| №                                               | Datum                                           | Wedstrijd                                       | Uitslag                                         | Competitie                                      | Goals                                           |
| ----------------------------------------------- | ----------------------------------------------- | ----------------------------------------------- | ----------------------------------------------- | ----------------------------------------------- | ----------------------------------------------- |
| 1                                               | 10 Jun 1987                                     | Italië – Argentinië                             | 3–1                                             | Vriendschappelijk                               |                                                 |
| 2                                               | 20 Jun 1987                                     | Argentinië – Paraguay                           | 0–1                                             | Vriendschappelijk                               |                                                 |
| 3                                               | 27 Jun 1987                                     | Argentinië – Peru                               | 1–1                                             | Copa América                                    |                                                 |
| 4                                               | 02 Jul 1987                                     | Argentinië – Ecuador                            | 3–0                                             | Copa América                                    | Goal                                            |
| 5                                               | 09 Jul 1987                                     | Uruguay – Argentinië                            | 1–0                                             | Copa América                                    |                                                 |
| 6                                               | 11 Jul 1987                                     | Argentinië – Colombia                           | 1–2                                             | Copa América                                    |                                                 |
| 7                                               | 31 Mar 1988                                     | Argentinië – Sovjet-Unie                        | 2–4                                             | Vriendschappelijk                               |                                                 |
| 8                                               | 02 Apr 1988                                     | West-Duitsland – Argentinië                     | 1–0                                             | Vriendschappelijk                               |                                                 |
| 9                                               | 12 Oct 1988                                     | Spanje – Argentinië                             | 1–1                                             | Vriendschappelijk                               | Goal                                            |
| 10                                              | 02 Jul 1989                                     | Argentinië – Chili                              | 1–0                                             | Copa América                                    | Goal                                            |
| 11                                              | 04 Jul 1989                                     | Argentinië – Ecuador                            | 0–0                                             | Copa América                                    |                                                 |
| 12                                              | 08 Jul 1989                                     | Uruguay – Argentinië                            | 0–1                                             | Copa América                                    | Goal                                            |
| 13                                              | 10 Jul 1989                                     | Argentinië – Bolivia                            | 0–0                                             | Copa América                                    |                                                 |
| 14                                              | 12 Jul 1989                                     | Brazilië – Argentinië                           | 2–0                                             | Copa América                                    |                                                 |
| 15                                              | 14 Jul 1989                                     | Argentinië – Uruguay                            | 0–2                                             | Copa América                                    |                                                 |
| 16                                              | 21 Dec 1989                                     | Italië – Argentinië                             | 0–0                                             | Vriendschappelijk                               |                                                 |
| 17                                              | 28 Mar 1990                                     | Schotland – Argentinië                          | 1–0                                             | Vriendschappelijk                               |                                                 |
| 18                                              | 03 May 1990                                     | Oostenrijk – Argentinië                         | 1–1                                             | Vriendschappelijk                               |                                                 |
| 19                                              | 08 May 1990                                     | Zwitserland – Argentinië                        | 1–1                                             | Vriendschappelijk                               |                                                 |
| 20                                              | 22 May 1990                                     | Israël – Argentinië                             | 1–2                                             | Vriendschappelijk                               | Goal                                            |
| 21                                              | 08 Jun 1990                                     | Argentinië – Kameroen                           | 0–1                                             | WK-eindronde                                    |                                                 |
| 22                                              | 13 Jun 1990                                     | Argentinië – Sovjet-Unie                        | 2–0                                             | WK-eindronde                                    |                                                 |
| 23                                              | 18 Jun 1990                                     | Argentinië – Roemenië                           | 1–1                                             | WK-eindronde                                    |                                                 |
| 24                                              | 24 Jun 1990                                     | Brazilië – Argentinië                           | 0–1                                             | WK-eindronde                                    | Goal                                            |
| 25                                              | 30 Jun 1990                                     | Argentinië – Joegoslavië                        | 0–0                                             | WK-eindronde                                    |                                                 |
| 26                                              | 03 Jul 1990                                     | Italië – Argentinië                             | 1–1                                             | WK-eindronde                                    | Goal                                            |
| 27                                              | 27 Jun 1991                                     | Brazilië – Argentinië                           | 1–1                                             | Vriendschappelijk                               | Goal                                            |
| 28                                              | 08 Jul 1991                                     | Argentinië – Venezuela                          | 3–0                                             | Copa América                                    | Goal                                            |
| 29                                              | 10 Jul 1991                                     | Chili – Argentinië                              | 0–1                                             | Copa América                                    |                                                 |
| 30                                              | 12 Jul 1991                                     | Argentinië – Paraguay                           | 4–1                                             | Copa América                                    | Goal                                            |
| 31                                              | 17 Jul 1991                                     | Brazilië – Argentinië                           | 2–3                                             | Copa América                                    |                                                 |
| 32                                              | 21 Jul 1991                                     | Argentinië – Colombia                           | 2–1                                             | Copa América                                    |                                                 |
| 33                                              | 31 May 1992                                     | Japan – Argentinië                              | 0–1                                             | Vriendschappelijk                               |                                                 |
| 34                                              | 03 Jun 1992                                     | Argentinië – Wales                              | 1–0                                             | Vriendschappelijk                               |                                                 |
| 35                                              | 18 Jun 1992                                     | Argentinië – Australië                          | 2–0                                             | Vriendschappelijk                               |                                                 |
| 36                                              | 16 Oct 1992                                     | Argentinië – Ivoorkust                          | 4–0                                             | FIFA Confederations Cup                         |                                                 |
| 37                                              | 20 Oct 1992                                     | Saoedi-Arabië – Argentinië                      | 1–3                                             | FIFA Confederations Cup                         | Goal                                            |
| 38                                              | 18 Feb 1993                                     | Argentinië – Brazilië                           | 1–1                                             | Vriendschappelijk                               |                                                 |
| 39                                              | 24 Feb 1993                                     | Argentinië – Denemarken                         | 1–1                                             | Artemio Franchi Cup                             | Goal                                            |
| 40                                              | 25 May 1994                                     | Ecuador – Argentinië                            | 1–0                                             | Vriendschappelijk                               |                                                 |
| 41                                              | 31 May 1994                                     | Israël – Argentinië                             | 0–3                                             | Vriendschappelijk                               | Goal                                            |
| 42                                              | 04 Jun 1994                                     | Kroatië – Argentinië                            | 0–0                                             | Vriendschappelijk                               |                                                 |
| 43                                              | 21 Jun 1994                                     | Argentinië – Griekenland                        | 4–0                                             | WK-eindronde                                    |                                                 |
| 44                                              | 25 Jun 1994                                     | Argentinië – Nigeria                            | 2–1                                             | WK-eindronde                                    | Goal · Goal                                     |
| 45                                              | 30 Jun 1994                                     | Argentinië – Bulgarije                          | 0–2                                             | WK-eindronde                                    |                                                 |
| 46                                              | 24 Apr 1996                                     | Argentinië – Bolivia                            | 3–1                                             | WK-kwalificatie                                 |                                                 |
| 47                                              | 02 Jun 1996                                     | Ecuador – Argentinië                            | 2–0                                             | WK-kwalificatie                                 |                                                 |
| 48                                              | 07 Jul 1996                                     | Peru – Argentinië                               | 0–0                                             | WK-kwalificatie                                 |                                                 |
| 49                                              | 13 Feb 2002                                     | Wales – Argentinië                              | 1–1                                             | Vriendschappelijk                               |                                                 |
| 50                                              | 27 Mar 2002                                     | Kameroen – Argentinië                           | 2–2                                             | Vriendschappelijk                               |                                                 |